# Poder para o Povo (Itália)
Poder para o Povo (em italiano:  Potere al Popolo, ou PaP por suas iniciais) é um movimento de esquerda que agrupa partidos políticos e movimentos sociais italianos. O PaP foi criado em Dezembro de 2017 e irá concorrer com uma lista conjunta às eleições de 2018. No seu manifesto, os membros do PaP descrevem-no como «social e político, anti-liberal e anticapitalista, comunista, socialista, ambientalista, feminista, secular, pacifista, libertário, meridionalsta» da esquerda. O objetivo da coalizão é «construir uma democracia real através de práticas diárias, experiências de autogoverno, socialização do conhecimento e participação popular».

## História
A coligação foi inicialmente proposta pelo centro social Ex OPG Je so' pazzo, de Nápoles. A proposta foi apoiada por outros centros sociais, comités locais e associações e finalmente por alguns partidos estabelecidos. A ideia de construir um partido e/ou lista nasceu durante o Je so' Pazzo Festival 2016, teve o nome «Vamos construir o poder popular», realizada em Nápoles de 9 a 11 de setembro de 2016. No ano seguinte de 7 a 10 de Em setembro de 2017 o Je so' Pazzo Festival 2017 foi realizado em Nápoles com o nome de «Poder para o povo!».
A 17 de dezembro de 2017 a coligação foi oficialmente lançada com o apoio dos dois maiores partidos comunistas italianos, o Partido da Refundação Comunista (PRC) e o Partido Comunista Italiano (PCI). Contextualmente Viola Carofalo, pesquisadora universitária de filosofia, sediada em Nápoles e ativista de longa data da RPC e do antigo OPG Je so' Pazzo, foi eleita porta-voz nacional. Em 6 de janeiro de 2018 ela também foi nomeada líder política. Nas eleições gerais de 4 de março de 2018 PaP obteve 1,1% dos votos e não ganhou nenhum assento.

## Composição
As principais organização que compõem a coligação inclui oito partidos:
| Organização | Organização                                              | Ideologia              | Líder              |
| ----------- | -------------------------------------------------------- | ---------------------- | ------------------ |
|             | Partido da Refundação Comunista (PRC)                    | Comunismo              | Maurizio Acerbo    |
|             | Partido Comunista Italiano (PCI)                         | Comunismo              | Mauro Alboresi     |
|             | Rede dos Comunistas (RdC)                                | Comunismo              | Luciano Vasapollo  |
|             | Esquerda Anticapitalista (SAC)                           | Comunismo              | Franco Turigliatto |
|             | Movimento RadicalSocialista (MRS)                        | Socialismo libertário  | Katia Bellillo     |
|             | Ressurgimento Socialista (RS)                            | Socialismo democrático | Franco Bartolomei  |
|             | Partido Meridional - Meridionalismo Progressivo (PdS-MP) | Meridionalismo         | Natale Cuccurese   |
|             | Democracia Ateu (DA)                                     | Laicismo               | Carla Corsetti     |

PaP também inclui uma série de pequenos partidos, movimentos, centros sociais, sindicatos locais, associações e comitês, em particular: Colectivo de Trabalhadores da Cidade em Choque, Frente Popular Italia, Movimiento Pirata Revolucionario, Eurostop, representantes do movimento No TAV, o Nenhum movimento TAP, nenhum movimento MUOS e nenhum movimento TRIV.  PaP também está ligado à Outra Europa com Tsipras (AET), uma lista eleitoral organizada por intelectuais, pela falta de Esquerda, Ecologia e Liberdade (SEL) e pelo Partido da Refundação Comunista (PRC) para as eleições parlamentares europeias de 2014. A lista escolheu três eurodeputados, incluindo Eleonora Florenza da RPC, que juntamente com Curzio Maltese da SEL ainda são afiliados à AET. A SEL foi mais tarde incorporada à Esquerda Italiana (SI) e funcionou dentro da lista de Livre e Igualdade (LeU) nas eleições de 2018.

## Relações internacionais
PaP foi inspirado em Momentum, a organização que apóia a liderança de Jeremy Corbyn do Partido Trabalhista no Reino Unido e da França Insubmissa, cujo líder Jean-Luc Mélenchon falou de uma «aventura comum pela construção de uma alternativa popular para a Europa».

## Suporta
PaP foi endossado pelas seguintes figuras públicas:
- Sabina Guzzanti[26]
- Vandana Shiva[27]
- Citto Maselli[28]
- Vauro Senesi[29]
- Ken Loach[30]
- Moni Ovadia[31]
- Camila Vallejo[32]
- Jean-Luc Mélenchon[33]
- Sahra Wagenknecht[34]
- Evo Morales[35]

## Resultados eleitorais

### Parlamento italiano
| Câmara dos Deputados |         |       |          |     |                |
| Ano da eleição       | Votos   | %     | Assentos | +/– | Líder          |
| 2018                 | 370.320 | 1,13% | 0 / 630  | –   | Viola Carofalo |

| Senado da República |         |       |          |     |                |
| Ano da eleição      | Votos   | %     | Assentos | +/– | Líder          |
| 2018                | 319.495 | 1,06% | 0 / 315  | –   | Viola Carofalo |

## Líderes
- Portavoz nacional: Viola Carofalo (17 de dezembro de 2017–presente)
- Líder político: Viola Carofalo (6 de janeiro de 2018–presente)